# Barciloneta
Barciloneta (en francès Barcillonnette) és un municipi francès situat al departament dels Alts Alps i a la regió de Provença – Alps – Costa Blava.

## Demografia
| 1831                                       | 1962 | 1968 | 1975 | 1982 | 1990 | 1999 | 2006 | 2017 |
| ------------------------------------------ | ---- | ---- | ---- | ---- | ---- | ---- | ---- | ---- |
| 361                                        | 75   | 88   | 88   | 83   | 102  | 104  | 123  | 136  |
| Des de 1962: població sense dobles comptes |      |      |      |      |      |      |      |      |

## Administració
| Període   | Identitat         | Partit |
| --------- | ----------------- | ------ |
| 2001-2014 | Bruno Hemery      |        |
| 2014-2020 | Jean-Pierre Tilly |        |
| 2020-     | Nicole Magallon   |        |